# Pere Joan Vidal i Jordi
Pere Joan Vidal i Jordi (el Masnou, Maresme, 4 d'agost de 1893 - Rosario, Argentina, 1971) fou un músic violinista i compositor català.
Cursà estudis musicals al Conservatori Municipal de Barcelona, on fou un alumne molt destacat i obtingué el gran premi per a violí. Després se n'anà a Bèlgica i s'establí a Brussel·les, on amplià la seva formació i feu un curs de perfeccionament amb el mestre Alfred Marchot. Feu diverses actuacions per tot Europa. El 1914 emigrà a Amèrica i s'instal·là a Rosario (Argentina). Feu actuacions per les ciutats argentines més importants, amb gran èxit de públic i crítica. A Rosario es dedicà a l'ensenyament del violí i fou director del conservatori. També es dedicà a la composició musical i escriví, entre altres obres, la Gran Missa de Sant Pere, Amanecer de la aldea i Zambra argentina.